# Yettel Srbija
Yettel Srbija, bis 2022 Telenor Srbija (serbisch: Теленор Србија), ist der zweitgrößte serbische Mobilfunkanbieter. Bis zum 1. Juli 2006 firmierte er unter dem Namen Mobtel.

## Geschichte
Telenor Srbija wurde 1994 als Joint Venture zwischen der serbischen Post PTT und der Firma „BK Trade“ des serbischen Millionärs Bogoljub Karić gegründet. Den Anteil von Karić hatten im Mai 2005 österreichische Finanzinvestoren um Martin Schlaff und Josef Taus gekauft, wodurch es zum Streit um die Eigentumsverhältnisse kam. Der Streitfall kam vor das Internationale Schiedsgericht bei der Handelskammer Zürich.
Mobtel kam in die Schlagzeilen, als die serbische Regierung der Mobtel am 29. Dezember 2005 die Lizenz entzog, weil diese rechtswidrig einen Vertrag mit einer Firma in der Provinz Kosovo abgeschlossen hatte. Danach wurde Mobtel unter die Verwaltung des staatlichen Konkurrenten Telekom Srbija gestellt und firmierte unter dem Namen Mobi63.
Am 31. Juli 2006 wurde bei einer Auktion die Firma für 1,5 Milliarden Euro an die norwegische Gesellschaft Telenor verkauft und in Telenor Srbija umbenannt.
Die Gesellschaften der Telenor in Südosteuropa wurden 2018 um 3,4 Milliarden Dollar an die tschechische PPF Group verkauft. Seit März 2022 heißt das Unternehmen Yettel Srbija.
Die Vorwahlnummern für das Netz sind 062, 063 und 069.

## Mobilfunknetz

### 2G GSM
Das GSM Netz deckt über 99 % der serbischen Bevölkerung ab, ist seit 2008 flächendeckend mit dem Datenbeschleuniger EDGE ausgerüstet und sendet mehrheitlich im 900-MHz-Frequenzband. Das 1800-MHz-Frequenzband wurde in den letzten Jahren kontinuierlich zurückgebaut und die Frequenzen für das 4G/LTE-Netz freigegeben. Einzelne Mobilfunkstandorte werden nur noch mit UMTS und LTE Technik betrieben. (Stand Juli 2019)

### 3G UMTS
Telenor startete am 1. März 2007 mit seinem UMTS-Netz. Im Jahr 2012 rüstete man das gesamte Netz mit dem Datenbeschleuniger DC-HSPA+ auf, womit Übertragungsgeschwindigkeiten von bis zu 42 MBit/s ermöglicht wurden. Ab dem Jahr 2014 wurde damit begonnen, das gesamte UMTS-Netz, welches bis dahin ausschließlich auf 2100 MHz sendete, auf das 900-MHz-Band umzurüsten. um die gleiche Netzabdeckung wie mit dem GSM-Netz zu erreichen. Mittlerweile deckt das UMTS-Netz 99,5 % der serbischen Bevölkerung ab. (Stand Juli 2019)

### 4G LTE
Das LTE-Netz ging im Mai 2015 an den Start und wird mittels Carrier Aggregation auf den Frequenzen 800 MHz und 1800 MHz betrieben und ausgebaut. LTE-Advanced mit bis zu 300 Mbit/s ist nahezu im gesamten LTE-Netz verfügbar und deckt 93,6 % der serbischen Bevölkerung ab. (Stand Juli 2019)

### 5G NR
Telenor plant, das 5G-Netz im zweiten Halbjahr 2020 zur Verfügung zu stellen.

## Festnetztelefonie
Im Jahr 2010 erteilte Ratel Telenor die zweite Lizenz für Festnetztelefonie, wodurch das Monopol der Telekom Serbia in diesem Bereich offiziell beendet wurde. Telenor wurde verpflichtet, mit der Bereitstellung von Festnetztelefonie-Diensten zu beginnen. Jedoch bietet Telenor Serbien mit Stand 2019 Festnetztelefoniedienste nur für Unternehmen und nicht für Privatkunden an.